# Hachimantai
Hachimantai (八幡平, Hachimantai), au sens large, désigne un ensemble de groupes de volcans répartis sur et autour d'un haut plateau volcanique : le plateau Hachimantai, à cheval sur les deux préfectures d'Iwate et d'Akita, sur l'île de Honshū, au Japon. Au sens le plus restreint, il s'agit d'un édifice volcanique, point culminant du plateau Hachimantai : le mont Hachimantai (八幡平山, Hachimantai-san), un volcan inscrit sur la liste des 100 montagnes célèbres du Japon.

## Toponymie
Vers la fin du VIIIe siècle, Kanmu, le cinquantième empereur du Japon, entreprend de soumettre les populations indigènes de la région de Tōhoku (partie Nord de l'île de Honshū) qui refusent de se plier à son autorité. Après de nombreux échecs, il envoie l'un de ses meilleurs généraux : Sakanoue no Tamuramaro. Selon une légende, celui-ci tombe en admiration devant le paysage naturel qu'il découvre sur le chemin qu'il parcourt dans la lointaine province de Mutsu. S'impose alors à lui l'idée que cette terre est la demeure de Hachiman (八幡神, Hachiman-jin ou Yawata no kami), le dieu shinto de la guerre et le protecteur divin du Japon et du peuple japonais. Ainsi, associé au sinogramme 平, qui signifie « plat » et forme avec le sinogramme 地, par exemple, le mot plaine (平地, hirachi, litt. « sol plat »), le nom d'une divinité japonaise désigne le haut plateau Hachimantai,,. Une autre version affirme que le nom du plateau est à rapprocher du surnom d'un samouraï de la fin de l'époque de Heian (794 - 1185) : Hachimantarō, ou Minamoto no Yoshiie, un membre du clan Minamoto qui aurait gravi jusqu'au sommet les pentes du mont Hachimantai, point culminant du plateau,. Une troisième version met en avant la configuration relativement peu accidentée du relief de l'endroit, ce qui se traduit par l'usage de l'adjectif doux (柔らかい, yawarakai) pour caractériser le paysage local. Contracté en doux (ヤワタ, yawata), cet adjectif correspond à l'autre nom de Hachiman,.

## Géographie

### Situation
Le haut plateau Hachimantai est une formation géologique de l'île de Honshū, au Japon, à cheval sur la limite sud-ouest de la ville de Hachimantai (préfecture d'Iwate), et, dans la préfecture d'Akita, la limite sud de la ville de Kazuno, et la limite nord de la ville de Semboku. Il est situé dans le parc national de Towada-Hachimantai, une quarantaine de kilomètres au sud du lac Towada, 18 km au nord-est du lac Tazawa, et, à vol d'oiseau, 482 km au nord-est de l'agglomération de Tokyo. 11 km au sud-ouest, se dresse le volcan Akita-Komagatake, le plus haut sommet de la préfecture d'Akita, et, au sud-est, il jouxte le mont Iwate, une montagne aussi inscrite sur la liste des 100 montagnes célèbres du Japon.
Deux routes de montagne permettent d'accéder au plateau Hachimantai, en voiture ou en bus, depuis les centres-villes de Kazuno, Hachimantai, Semboku et Morioka, capitale de la préfecture d'Iwate où passe la ligne de train à grand vitesse Shinkansen Tōhoku qui relie les villes de Tōkyō à Aomori (préfecture d'Aomori). La route Aspite, longue de 27 km, traverse le plateau d'est en ouest et relie Hachimantai à Kazuno en passant à moins d'un kilomètre du mont Hachimantai, au col Mikaeri (1 570 m),. La route Jukai se déploie du sud-ouest de Hachimantai, le long du pied des volcans alignés, selon un axe nord-sud, au sud du plateau, et rejoint la route Aspite près du volcan Hachimantai.

### Topographie
Au sens le plus restreint Hachimantai désigne le sommet d'un ancien volcan bouclier qui culmine à 1 613 m sur l'arc volcanique Nord-Est du Japon, dans la ceinture de feu du Pacifique. Au sens le plus large, il s'agit d'un haut plateau volcanique entouré d'un ensemble d'édifices volcaniques de formes diverses et de natures variées. Bien qu'ils forment des groupes volcaniques distincts, les monts Akita-Komagatake et Iwate sont parfois inclus dans le périmètre géographique désigné par le toponyme Hachimantai,. Ainsi, le toponyme Hachimantai correspond aussi à une région au sol volcanique appelée Sengan qui s'étend sur environ 500 km2 — 1 000 km2 selon d'autres sources —, à cheval sur les deux préfectures d'Akita et Iwate, majoritairement en dessous du 40e parallèle nord,. Cette région comprend plusieurs complexes volcaniques, dont le groupe de volcans dominés par le mont Iwate, celui formé autour du volcan Koma, et le groupe volcanique Hachimantai généralement associé au périmètre du mont Yake. Au fil des âges, nombre des structures volcaniques de la région ont été nivelées par l'érosion ou déformées par des glissements de terrain ou des chevauchements latéraux, ou encore recouvertes par les produits d'une activité volcanique plus récente. Sur le plateau Hachimantai et dans sa périphérie immédiate, le relief est marqué par deux chaînes de cônes volcaniques, alignées l'une selon un axe nord-sud et l'autre un axe ouest-est, et qui se coupent à l'emplacement du mont Hachimantai. La chaîne nord-sud s'étend sur 10 km et comprend, du nord au sud, les monts Hachimantai, Mokko (1 577 m), Morobi (1 516 m), un pic anonyme (1 481 m), la forêt Keso (1 448 m), les monts Ōbuka (1 541 m) et Komokko (1 467 m). La chaîne ouest-est est longue de 15 km et inclut, d'ouest en est, le cône Fukenoyu (1 120 m), le mont Hachimantai, la forêt Genta (1 595 m), les monts Appi (1 498 m) et Chausu (1 578 m), les forêts Ebisu (1 496 m) et Daikoku (1 446 m), les monts Yanomune (1 397 m), Maemori (1 304 m) et Nishimori (1 328 m). Cette seconde chaîne est prolongée dans l'Ouest par le stratovolcan Yake (1 366 m) qui possède un cratère sommital double,. Plus d'une vingtaine de cratères sont répartis sur le plateau, formant parfois des chaînes. Leur diamètre varie de quelques mètres à 180 m. La plupart de ces dépressions volcaniques sont partiellement comblées par un lac.

### Hydrographie
La surface et les contreforts du plateau Hachimantai sont parsemés d'étangs, comme les étangs Gama (1 595 m), Megane (1 590 m), Hachiman (1 570 m), Gozaisho (893 m) et Goshiki (892 m), de zones humides, tels que des marais, comme le marais Kuroya (1 450 m), et des tourbières,. Des ruisseaux et des rivières prennent leur source au plateau Hachimantai, tels que le ruisseau Kurakata, s'écoulant au nord, dans le bassin versant du fleuve Yoneshiro dont l'embouchure est située en mer du Japon à Noshiro (préfecture d'Akita), et la rivière Kitanomata, exutoire du marais Kuroya qui circule dans le bassin de drainage du fleuve Kitakami dont le parcours se termine dans l'océan Pacifique, à Ishinomaki (préfecture de Miyagi).

### Géologie
Le sol volcanique de la région Sengan repose sur deux couches géologiques plus anciennes. La plus profonde est constituée de roches sédimentaires contenant des blocs granitiqiues. Elle est surmontée d'une couche de sédiments marins mêlés à des roches volcaniques. En surface, l'étendue volcanique est composée de roches magmatiques : des caldeiras d'ignimbrite et des cônes volcaniques d'andésite, de dacite, et de basalte.

### Faune et flore
Situé au cœur du parc national de Towada-Hachimantai, un parc national administré par le ministère de l'Environnement du Japon depuis sa création en 1936, le haut plateau Hachimantai constitue un biotope favorable à la cohabitation de nombreuses espèces d'oiseaux sauvages et ses forêts et zones humides offrent un terrain fertile pour diverses espèces végétales dont plusieurs variétés de plantes alpines. Il fait partie d'une zone importante pour la conservation des oiseaux d'une superficie de 405 km2.

## Histoire

### Histoire éruptive
Le sol de la région Sengan s'est formé sur une roche-mère datant du Tertiaire (66 - 2,58 Ma) faite de sédiments marins et de roches volcaniques, et reposant sur une couche de roches sédimentaires du Paléozoïque (541 - 252 Ma) incrustée de granite du Crétacé (145 - 66 MA). La couche lithosphérique est constituée de pyroclastites acides du Pléistocène inférieur (2,58 Ma - 11 700 ans) et de roches volcaniques de l'Holocène. La formation des volcans du plateau Hachimantai et de ses contreforts a débuté il y a 1 Ma et a pris fin il y a 7 000 ans,. La chaîne des volcans de l'axe nord-sud du plateau s'est formée entre 1 Ma et 0,7 Ma BP. Sur l'axe ouest-est, les volcans situés à l'ouest du mont Hachimantai sont apparus sur une période allant de 0,7 Ma BP à 0,1 Ma BP. Puis la phase orogénique des cônes volcaniques de l'Ouest a commencé, prenant fin il y a environ 7 000 ans. Il y a quelques milliers d'années, un glissement de terrain le long de la falaise sud du plateau est à l'origine d'éruptions hydrothermales qui ont donné naissance aux cratères du plateau.
Il y a 1 Ma, l'activité éruptive d'un volcan voisin, la caldeira Tamagawa, vide la chambre magmatique du volcan Yake, dans le prolongement ouest du plateau Hachimantai. L’effondrement consécutif du sommet du mont Yake engendre la formation d'une caldeira de 7 km de diamètre. Par la suite, sur les pentes et le plancher de cette dernière, des éruptions explosives et des explosions hydrothermales ont engendré la formation de dômes de lave. Le plus récent d'entre eux, Onigajō, a émergé il y a environ 5 000 ans. De nos jours, l'activité hydrothermale se maintient dans et autour de la caldeira du mont Yake. Elle se manifeste par l'émission de fumerolles, la circulation d'eau de sources chaudes et, par endroits, des mares de boue cendrée bouillonnantes et des dépôts de soufre,,.
L'Agence météorologique du Japon, se conformant à des normes internationales depuis 2003, considère qu'un volcan est actif s'il est entré en éruption au cours de l'Holocène, soit depuis les 10 000 dernières années environ, ou s'il manifeste une activité géothermique importante. Par conséquent, elle classe le plateau Hachimantai (le mont Yake compris) dans sa liste des volcans actifs du Japon.

### Histoire humaine
En 1882, après la découverte, par un villageois, d'un affleurement de soufre natif dans l'ancien village de Matsuo, au pied du versant sud-est du mont Chausu, la prospection minière des environs commence. L'exploitation à grande échelle du soufre ne débute cependant qu'en 1911 avec l'ouverte d'une mine. L'activité minière se développant, une cité minière s'organise autour de la soufrière. Dès 1920, elle compte 1 132 personnes, 8 152 en 1940, dont des ouvriers coréens, puis, à son apogée, en 1960, 13 594. La mine ferme en 1969 du fait de l'arrivée sur le marché intérieur d'un soufre meilleur marché, extrait du pétrole. Une production de minerai de fer est maintenue jusqu'en 1972, année de fermeture définitive de la mine.
À l'ère commune, plus de huit éruptions du volcan Yake ont été enregistrées, notamment en 1678, trois au XIXe siècle, et cinq au XXe siècle. Elles ont toutes été identifiées comme étant des éruptions de type hydrothermal. Le 11 mai 1997, une éruption du volcan provoque le détachement de 5 100 000 km3 de roches volcaniques sur son versant nord-est. Au pied de la montagne, deux stations thermales sont détruites. Trois mois plus tard, 3 000 m3 de boue cendrée, accompagnés de l'échappement d'un panache éruptif, effusent d'un cratère de la caldeira sommital du volcan.

## Activités

### Randonnée
Le haut plateau Hachimantai est accessible, depuis les centres-villes de Kazuno, Hachimantai, Semboku et Morioka, par les routes Jukai et Aspite. La voie d'accès la plus populaire au sommet du mont Hachimantai débute au bord d'un parc de stationnement établi au col Mikaeri. Un sentier de randonnée pavé, long d'environ 1 km, mène à la cime du volcan en passant par l'étang Gama,. De la plate-forme d'observation de l'étang Gama, le sentier se prolonge sur 4 km, vers l'est, jusqu'au marais Kuroya, en passant au nord de l'étang Hachiman et au pied de la forêt Genta. Une bifurcation au nord du marais ouvre un autre chemin vers le mont Chausu,.

### Sports d'hiver
Au pied du plateau Hachimantai, quelques stations de sports d'hiver accueillent chaque année de nombreux touristes. La station de ski Hachimantai-Shimokura, dans le sud de la ville de Hachimantai, est ouverte de la mi-décembre jusqu'au début du mois d'avril et dispose de treize pistes skiables réparties sur deux sites et accessible aussi de nuit. La plus longue piste est un parcours de 2 700 m. Au nord-est du plateau, au bas du versant nord-est du mont Maemori, la station de ski Appi Kōgen offre, de mi-décembre à début mai, vingt-et-une pistes, soit plus de 45 km de pentes enneigées skiables. Elle possède deux télécabines et six remontées mécaniques. Un parc est réservé à la pratique du surf des neiges.

### Thermalisme
Le plateau Hachimantai étant une zone géothermique particulièrement active, des stations thermales traditionnelles, comme les onsen Tōshichi (ja) et Fukenoyu (ja), exploitent les sources chaudes d'origine volcanique qui jaillissent de son sous-sol. La première est située à Kazuno, non loin de la route Aspite (altitude 1 090 m), au nord-ouest du mont Hachimantai. Datant de l'époque d'Edo (1603–1868), elle propose des bains d'eau chargée en soufre d'une température allant de 75 °C à 93 °C. Elle a été partiellement reconstruite en 1973, après avoir été endommagée par un glissement de terrain,. Le onsen Tōshichi étend son périmètre dans la ville de Hachimantai, près du col Mikaeri, au bord de la route Jukai (altitude 1 440 m). Les eaux de ses bains ont une couleur laiteuse, une température de 90 °C, et sont reconnues bénéfiques dans le traitement de nombreuses affections articulaires. Il dispose de rotenburo, des bains en extérieur,.

### Protection environnementale
Le mont Hachimantai et ses environs immédiats sont protégés depuis février 1936 dans le parc national de Towada-Hachimantai qui s'étend sur 855,34 km2 découpée en deux zones : l'une comprend le lac de cratère Towada à la limite des préfectures d'Akita et d'Aomori, l'autre le haut plateau volcanique Hachimantai.

## Dans la culture
Après sa découverte à Ōizumi (préfecture de Gunma), par Takao Kobayashi, un astronome amateur japonais, le 27 octobre 1995, un astéroïde de la ceinture principale d'astéroïdes est nommé (11108) Hachimantai d'après le plateau Hachimantai.